# Gauliga Saale-Elster
Die Gauliga Saale-Elster (auch 1. Klasse Saale-Elster) war eine der obersten Fußballligen des Verbandes Mitteldeutscher Ballspiel-Vereine (VMBV). Sie wurde 1912 gegründet und bestand bis zur Auflösung des VMBV 1933. Der Sieger qualifizierte sich für die Endrunde der mitteldeutschen Fußballmeisterschaft. Das Verbandsgebiet entspricht ungefähr dem heutigen östlichen Teil des Burgenlandkreises.

## Überblick
Die Gründung unter dem Namen Gau Saale-Unstrut erfolgte am 11. Juni 1912. Die Gaugründung basierte auf den Wunsch der Weißenfelser Vereine, die ihre Interessen im Gau Saale nicht genügend berücksichtigt fanden. Auf Grund der geringen Entfernung der Orte und den dadurch verminderten Fahrtverbindungen wurden ebenfalls die Vereine aus Teuchern, Naumburg und Zeitz in den neuen Gau aufgenommen. Die Absicht, ebenfalls die Stadt Merseburg anzuschließen, scheiterte, da für Merseburger Vereine die Fahrtverbindungen im Saalegau bequemer und günstiger waren. Die Vereine spielten zuvor unter anderem in der 1. Klasse Ostthüringen, der 2. Klasse Saale und der 3. Klasse Nordwestsachsen. Der Gau wurde während der ersten Saison in Saale-Elster umbenannt, die oberste Liga startete mit fünf Vereinen.
Mit Beginn des Ersten Weltkrieges stockte vorerst der Spielbetrieb. Im Gau Saale wurde im Februar 1915 begonnen, eine Meisterschaft auszutragen. Bereits Ende Februar 1915 wurde diese jedoch wieder abgebrochen. Im Juli 1915 wurde dann ein zweiter Versuch zur Austragung einer Meisterschaft gestartet, ob diese Runde zu Ende gespielt wurde, ist nicht überliefert. Die weiteren Kriegsspielzeiten fanden normal statt. In den Saisons 1916/17 und 1917/18 war der Gaumeister Saale-Elsters nicht mehr direkt für die mitteldeutsche Fußballendrunde qualifiziert, sondern spielte zuerst gegen die Meister der anderen Thüringer Gauligen die Thüringer Fußballmeisterschaft aus. Nur dieser Sieger durfte dann an der mitteldeutschen Fußballendrunde teilnehmen. Im Juli 1918 wurde beschlossen, die Thüringer Gaue Kyffhäuser, Nordthüringen, Ostthüringen, Saale-Elster, Südthüringen, Wartburg und Westthüringen zu einem Kreis zusammenzuschließen, eine oberste Thüringenliga sollte eingerichtet werden. Der Saale-Elster-Gau protestierte gegen die Entscheidung und spielte daher auch in der Spielzeit 1918/19 eine eigene 1. Klasse aus.
Im Zuge der Spielklassenreform des VMBV 1919 war die Gauliga Saale nur noch zweitklassig. Mit der Kreisliga Saale wurde eine neue oberste Spielklasse geschaffen, die neben dem Gau Saale-Elster noch den Gau Saale beinhaltete und von den Halleschen Vereinen dominiert wurde. Zur Spielzeit 1923/24 wurden die Kreisligen wieder abgeschafft, die Gauliga Saale-Elster war fortan wieder erstklassig und wurde zuerst mit acht Teilnehmern ausgespielt. Zur Saison 1926/27 wurde die Teilnehmerzahl auf zehn erhöht und verblieb bis 1933 so.
Im Zuge der Gleichschaltung wurde der VMBV und demzufolge auch die Gauliga Saale-Elster, wenige Monate nach der Machtübernahme der Nationalsozialisten im Jahre 1933 aufgelöst. Kein Verein erhielt einen Startplatz für die ab 1933 neu eingeführte erstklassige Gauliga Mitte, die Vereine wurden stattdessen in den unteren Spielklassen des neuen Fußballgaus eingeordnet.
Die Gauliga Saale-Elster wurde von den Weißenfelser und Naumburger Vereinen dominiert. Rekordmeister mit sieben Meisterschaften ist der Naumburger SV 05, der gerade Ende der 1920er und Anfang der 1930 mit dem viermaligen Gaumeister Schwarz-Gelb Weißenfels um die Meisterschaft kämpfte. Die beiden Weißenfelser Vereine Preußen und TV Lion kamen ebenfalls zu Meisterschaftsehren. Beide Vereine fusionierten 1920 zur TuRV 1861 Weißenfels und konnten gemeinsam nochmals zwei Gaumeisterschaften gewinnen.

## Einordnung
Die übermäßige Anzahl an erstklassigen Gauligen innerhalb des VMBVs hatte eine Verwässerung des Spielniveaus verursacht, es gab teilweise zweistellige Ergebnisse in den mitteldeutschen Fußballendrunden. Die Vereine aus der Gauliga Saale-Elster gehörten zu den spielschwächeren Vereinen im Verband, wenngleich hohe Niederlagen gegen stärkere Vereine meist ausblieben. Größter Erfolg für einen Verein aus dem Saale-Elster-Gau bei der mitteldeutschen Fußballendrunde war das Erreichen des Halbfinales in der Spielzeit 1923/24 durch den Naumburger SV 05. Nach Siegen über den VfB Eisleben (2:1), den 1. SV Jena (2:1) und den SC 06 Oberlind (3:2 n. V.) scheiterten die Naumburger erst mit 1:3 am FC Wacker Halle. 1926/27 konnte Schwarz-Gelb Weißenfels die dritte Spielrunde erreichen, scheiterte in dieser jedoch deutlich mit 0:6 am Chemnitzer BC. In allen weiteren ausgespielten Endrunden schieden die Gaumeister Saale-Elsters bereits in der ersten oder zweiten Runde aus.
Auch in der ab 1933 eingeführten erstklassigen Gauliga Mitte konnte kein Verein aus dem ehemaligen Gau Saale-Elster Erfolge feiern. Als einzigem Verein aus diesem Gaugebiet gelang der SpVgg Zeitz 1910 bis 1944 der Sprung in die neu geschaffene erste Spielklasse.

## Meister der Gauliga Saale-Elster 1913–1933
| Jahr    | Gaumeister Saale-Elster    | Abschneiden mitteldt. Meisterschaft a | Mitteldeutscher Meister       |
| ------- | -------------------------- | ------------------------------------- | ----------------------------- |
| 1912/13 | FC Preußen Weißenfels      | Viertelfinale B (1)                   | VfB Leipzig                   |
| 1913/14 | FC Hohenzollern Weißenfels | Achtelfinale (2)                      | SpVgg 1899 Leipzig-Lindenau   |
| 1914/15 | nicht überliefert          | keine mitteldeutsche Endrunde         | keine mitteldeutsche Endrunde |
| 1915/16 | Naumburger SV Hohenzollern | Qualifikation (1)                     | FC Eintracht Leipzig          |
| 1916/17 | FC Preußen Weißenfels      | keine Teilnahme b                     | Hallescher FC 1896            |
| 1917/18 | TV Lion Weißenfels         | keine Teilnahme b                     | VfB Leipzig                   |
| 1918/19 | Naumburger SV 05           | Viertelfinale (2)                     | Hallescher FC 1896            |
| 1919/20 | Kreisliga Saale            | Kreisliga Saale                       | VfB Leipzig                   |
| 1920/21 | Kreisliga Saale            | Kreisliga Saale                       | FC Wacker Halle               |
| 1921/22 | Kreisliga Saale            | Kreisliga Saale                       | SpVgg 1899 Leipzig-Lindenau   |
| 1922/23 | Kreisliga Saale            | Kreisliga Saale                       | SV Guts Muts Dresden          |
| 1923/24 | Naumburger SV 05           | Halbfinale (4)                        | SpVgg 1899 Leipzig-Lindenau   |
| 1924/25 | Naumburger SV 05           | 1. Runde (1)                          | VfB Leipzig                   |
| 1925/26 | TuRV 1861 Weißenfels       | 1. Runde (1)                          | Dresdner SC                   |
| 1926/27 | Schwarz-Gelb Weißenfels    | 2. Zwischenrunde (3)                  | VfB Leipzig                   |
| 1927/28 | Naumburger SV 05           | 2. Vorrunde (2)                       | FC Wacker Halle               |
| 1928/29 | Naumburger SV 05           | 2. Vorrunde (2)                       | Dresdner SC                   |
| 1929/30 | Schwarz-Gelb Weißenfels    | 1. Vorrunde (1)                       | Dresdner SC                   |
| 1930/31 | Naumburger SV 05           | 1. Vorrunde (1)                       | Dresdner SC                   |
| 1931/32 | Schwarz-Gelb Weißenfels    | 1. Vorrunde (1)                       | PSV Chemnitz                  |
| 1932/33 | TuRV 1861 Weißenfels       | 2. Runde (2)                          | Dresdner SC                   |

## Rekordmeister
Rekordmeister der Gauliga Ostthüringen ist der Naumburger SV Hohenzollern / Naumburger SV 05, der den Titel sieben Mal gewinnen konnten.
|  | Verein                                               | Titel | Jahr                                                          |
|  | ---------------------------------------------------- | ----- | ------------------------------------------------------------- |
|  | Naumburger SV Hohenzollern / Naumburger SV 05        | 7     | 1915/16, 1918/19, 1923/24, 1924/25, 1927/28, 1928/29, 1930/31 |
|  | FC Hohenzollern Weißenfels / Schwarz-Gelb Weißenfels | 4     | 1913/14, 1926/27, 1929/30, 1931/32                            |
|  | FC Preußen Weißenfels                                | 2     | 1912/13, 1916/17                                              |
|  | TuRV 1861 Weißenfels                                 | 2     | 1925/26, 1932/33                                              |
|  | TV Lion Weißenfels                                   | 1     | 1917/18                                                       |

## Ewige Tabelle
Berücksichtigt sind alle überlieferten Spielzeiten der erstklassigen Gauliga Saale-Elster von 1912 bis 1933. Die Spielzeit 1918/19 ist nicht überliefert. Da es in der Saison 1916/17 zu einem Spiel kam, das als Niederlage für beide Mannschaften gewertet wurde, gibt es mehr Gegenpunkte als Pluspunkte.
| Pl. | Verein                                                                     | Jahre | Sp. | S   | U  | N  | T+  | T-  | Diff. | Punkte  | Ø-Pkt. | Titel | Spielzeiten                     |
| --- | -------------------------------------------------------------------------- | ----- | --- | --- | -- | -- | --- | --- | ----- | ------- | ------ | ----- | ------------------------------- |
| 1.  | Naumburger SV Hohenzollern/ Naumburger SV 05                               | 15    | 208 | 122 | 34 | 52 | 611 | 307 | +304  | 278:138 | 1,34   | 7     | 1912–1914, 1915–1918, 1923–1933 |
| 2.  | FC Hohenzollern Weißenfels/ Weißenfelser SpVgg 03/ Schwarz-Gelb Weißenfels | 13    | 196 | 122 | 27 | 47 | 664 | 289 | +375  | 271:121 | 1,38   | 4     | 1912–1914, 1916/17, 1923–1933   |
| 3.  | TuRV 1861 Weißenfels                                                       | 10    | 168 | 91  | 25 | 52 | 464 | 308 | +156  | 207:129 | 1,23   | 2     | 1923–1933                       |
| 4.  | Zeitzer BC 1903                                                            | 14    | 202 | 79  | 27 | 96 | 448 | 515 | −67   | 185:219 | 0,92   | 0     | 1912–1914, 1915–1917, 1923–1933 |
| 5.  | SpVgg Zeitz 1910                                                           | 13    | 192 | 67  | 36 | 89 | 395 | 506 | −111  | 170:214 | 0,89   | 0     | 1915–1918, 1923–1933            |
| 6.  | Weißenfelser SC 03                                                         | 12    | 186 | 70  | 28 | 88 | 370 | 471 | −101  | 168:204 | 0,9    | 0     | 1912–1914, 1923–1933            |
| 7.  | SV Teuchern 1910                                                           | 9     | 155 | 65  | 23 | 67 | 369 | 350 | +19   | 153:157 | 0,99   | 0     | 1924–1933                       |
| 8.  | SC 1924 Grana/Zeitz                                                        | 6     | 107 | 39  | 29 | 39 | 212 | 216 | −4    | 107:107 | 1      | 0     | 1927–1933                       |
| 9.  | Naumburger BC 1920                                                         | 9     | 152 | 41  | 16 | 95 | 275 | 465 | −190  | 98:206  | 0,64   | 0     | 1923–1930, 1931–1933            |
| 10. | SV Blau-Gelb Weißenfels                                                    | 7     | 124 | 28  | 20 | 76 | 207 | 425 | −218  | 76:172  | 0,61   | 0     | 1925–1932                       |
| 11. | FC Preußen Weißenfels c                                                    | 5     | 38  | 22  | 4  | 12 | 85  | 69  | +16   | 48:28   | 1,26   | 2     | 1912–1914, 1915–1918            |
| 12. | TV Lion Weißenfels c                                                       | 2     | 16  | 10  | 1  | 5  | 33  | 27  | +6    | 21:11   | 1,31   | 1     | 1916–1918                       |
| 13. | Polizei VfL Weißenfels                                                     | 1     | 18  | 5   | 5  | 8  | 35  | 52  | −17   | 15:21   | 0,83   | 0     | 1932/33                         |
| 14. | SV Wacker Corbetha                                                         | 2     | 36  | 4   | 3  | 29 | 27  | 140 | −113  | 11:61   | 0,31   | 0     | 1926/27, 1930/31                |
| 15. | VfB Rudelsburg Bad Kösen                                                   | 1     | 14  | 1   | 0  | 13 | 4   | 59  | −55   | 2:26    | 0,14   | 0     | 1923/24                         |